# فریگیت کلاس سمیلانت
فریگیت کلاس سمیلانت (به انگلیسی: Sémillante-class frigate) یک کلاس از کشتی است که طول آن 45.5 metres می‌باشد.